# Bernhardius
Bernhardius is een kevergeslacht uit de familie van de boktorren (Cerambycidae). De wetenschappelijke naam van het geslacht werd voor het eerst geldig gepubliceerd in 2009 door Holzschuh.

## Soorten
Bernhardius is monotypisch en omvat slechts de volgende soort:
- Bernhardius senectus Holzschuh, 2009